# 7597 Shigemi
7597 Shigemi (1993 GM) là một tiểu hành tinh vành đai chính được phát hiện ngày 14 tháng 4 năm 1993 bởi S. Otomo ở Kiyosato.